# Малага
Малага (шп. Málaga) је после Севиље други по величини град аутономне заједнице Андалузије и главни град покрајине Малага. Малага је са 591.637 становника пети град у Шпанији по броју становника.
Налази се на крајњем западу Медитерана, на нешто више од 100 km од Гибралтара. Демографски, Малага је најгушће насељен град Косте дел Сол. Окружена је планинским венцима, а две реке, Гвадалмендина и Гвадалорсе, пролазе кроз град и уливају се у Медитеранско море.

## Историја

### Стари век
Територија данашње Малаге и околине је била насељена још у праисторији, што доказују археолошки остаци као што су долмени из Антекере, пећине као што је Пилета, Нерха итд.
Град Малагу су основали феничански морепловци у 8. веку пре нове ере, мада постоје индиције о постојању иберског насеља. Феничани су основали колонију Малака на ушћу реке Гвадалорсе у море. Феничански период је трајао од 770. до 550. године п. н. е. Навукодоносор је освојио феничанске територије око 570. године, и успоставио власт Картагињана у овом граду.
У 3. веку п. н. е., са Пунским ратовима, цела територија Иберијског полуострва, па и Малага, прешле су у руке Римљана. Под римском влашћу, Малага ће напредовати економски и културно. Флавијевска династија отпочела је изградњу луке Малаге, са Августом на власти подигнут је Римски театар, а цар Тит Веспазијан, који је припадао Флавијевцима, доделио је Малаги привилегије римске општине.

### Средњи век
Око 411. године, германска племена пустошила су обале Малаге. Јустинијан је у свом покушају да обнови Римско царство, искористио позив у помоћ визиготског претендента на престо Атанагилда и 554. освојио јужни део Иберијског полуострва и ту основао византијску провинцију Спанију којој је припадала и Малага. Византијска власт у Малаги трајала је све до 619. године када је визиготски краљ Сисебут коначно протерао Византинце и опет успоставио визиготску власт.
Године 711. Иберијско полуострво су освојили Маври и Малага је потпала под муслиманску власт..
Три века је Малага била у саставу прво Кордопског емирата, а потом и Кордопског калифата којим су владали припадници династије Омејада, све до пропасти Халифата, 1031. године, након чега је више пута била престоница неколико различитих таифа, арапских малих краљевина које су 1089. године позвале племе Алморавида да реше ривалство које је раздирало јужни, муслимански део полуострва. Алморавиди су дошли и освојили територије Ал-Андалуза где су остали до 1143. године, кад их је сменила друга династија која је дошла из Африке, Алмохади. Владавна Алмохада трајала је све до 1212. године када су доживели страховити пораз у бици код Навас де Толоса од удружених снага више хришћанских краљевина. Међутим, упркос овој победи, Малага није прешла у хришћанске руке, него је 1228. године постала део Гранадског емирата.

### Нови век
Арапска власт у Малаги трајала је до 1487. године, када су је коначно освојили Католички краљеви и из ње протерали Мавре. Више од 15.000 афричких ратника било је утврђено у тврђави Хибралфаро који су срчано бранили град од хришћанских напада. Међу освајачима био је и песник Гарсиласо де ла Вега. Битка је била тешка и отпор је био велики, тако да су репресалије победника над побеђенима биле велике. Остало је само 40 породица, а остатак становништва је био депортован или продат у робље.
Провинцију Малагу населили су хришћански досељеници — њих 5.000-6.000, од којих је 1.000 се настанило у граду Малаги. Основали су четири парохије, и подигли неколико цркава: црква Саграрио (посвећена светом Петру), основана 1488. и обновљена у 18. веку, затим црква светог Јована, светог Јакова и светих мученика, подигнута 1490. а обновљена између 1758 и 1777. Један од првих манастира био је фрањевачки, данашњи Сантуарио де ла Викторија.
Изградња Катедрале почела је 1528. године, а 1541. године радови су заустављени. Године 1549. дошао је нови архитекта Дијего де Вергара који је радио на Катедрали до своје смрти. Радове је наставио његов син. Године 1588, иако још незавршена, Катедрала је била свечано отворена.
Малага на даље није имала велики значај осим свог стратешког положаја — близине са Гибралтаром и севером Африке. Хришћани нису мењали систем одбране који су оставили Арапи, него су га само ојачали и утврдили.
Од 16. до 18. века упркос епидемијама, земљотресима, поплавама и насилним регрутацијама, становништво је порасло са 3.616 на 4.296 породица.

### 18. и 19. век
Током 18. века долази до наглог ширења града, тако да одбрамбени зид који је окруживао град, нестаје. Крајем 18. века, око 10% становништва били су странци.
Током Наполеонове инвазије на Шпанију Малага је била под Французима током две године (1810—1812). Године 1831. Хосе Марија Торихос са још 50 либерала је подигао буну против апсолутизма Фернанда VII. На тргу Плаза де ла Мерсед, постоји споменик посвећен овим устаницима.
Малага је била центар више устанака у току 19. века који су се дизали против апсолутизма и у корист либералнијег режима.
Почев од 1826. године, долази до великог развоја индустрије града. Малага се претвара у највећег произвођача гвожђа у Шпанији и на том месту остаје током неколико деценија. Од 1880. године, долазио до општег опадања и економске кризе.

### 20. и 21. век
На крају 19. века, Малага је прошла кроз економску кризу која се продужује и на прве деценије 20. века. Овај период се одликује владавином месних моћника (касикизмо), заосталошћу и великим процентом неписмености. У овом контексту, настаје републиканизам мале буржоазије и раднички покрет, нарочито у урбаном језгру. Малага доживљава знатне промене — уводе се први трамваји и пуштена је у рад хидроелектрана Чоро.
Први светски рат је донео извесно економско побољшање, међутим, класни односи су се још више затегли. Емиграција је опала, а повећала се имиграција у град. Крај Првог светског рата је међутим, донео нову економску кризу, и тензије између послодаваца и радника све више расту. 1918. године Малагу је задесила епидемија грипа која је највише жртава однела међу сиромашним, радничким слојем становништва. Социјализам се од двадесетих година устоличава у целој покрајини, а понајвише у самом граду Малаги.
Током диктатуре Прима де Ривере (1923—1930), иако се стварају нова радна места, емиграција је у сталном порасту. У периоду између диктатуре и Друге републике, у Малаги се реорганизују републиканске групе и бележи се интензивна активност у контактима са социјалистима. Анархисти воде социјалне битке за побољшање очајних услова у којима се налазила радничка и надничарска класа.
Након Шпанског грађанског рата, Малага је била потпуно уништена ратом. Између 1941. и 1943. Малага је доживела епидемију тифуса у којој су највише страдали мушкарци између 39 и 59 година.
Од педесетих година у економији Малаге постоји дуализам — напредни и модеран сектор туризма, и традиционални реакционарни сектор пољопривреде и сеоски свет. Овај дуализам резултује у неравноправном развоју града који траје до Франкове смрти.
Са демократизацијом, Малага наставља да се економски развија, али такође оживљава политичка активност града.

## Географија

### Клима
Малага има медитеранску суптропску влажну климу. Просечна годишња температура је 18 °C. Максимална просечна температура је 25,4 °C у августу и минимална просечна температура је 11,9 °C у јануару. Зиме су благе а лета топла. Пролећа и јесени су веома благи и пријатни.
Годишње падавине у Малаги износе 469,2 милиметара. Највише падавина има између новембра и марта, док су лета углавном сува. Регистровано је око 70,9 кишних дана годишње.
Број сунчаних сати је 2.901 годишње у просеку. Највише их је у јулу, са 354 сати и најмање у децембру — 167 сати.
| Клима (Малага)             | Клима (Малага) | Клима (Малага) | Клима (Малага) | Клима (Малага) | Клима (Малага) | Клима (Малага) | Клима (Малага) | Клима (Малага) | Клима (Малага) | Клима (Малага) | Клима (Малага) | Клима (Малага) | Клима (Малага) |
| Показатељ \ Месец          | .Јан.          | .Феб.          | .Мар.          | .Апр.          | .Мај.          | .Јун.          | .Јул.          | .Авг.          | .Сеп.          | .Окт.          | .Нов.          | .Дец.          | .Год.          |
| -------------------------- | -------------- | -------------- | -------------- | -------------- | -------------- | -------------- | -------------- | -------------- | -------------- | -------------- | -------------- | -------------- | -------------- |
| Средњи максимум, °C (°F)   | 16,6 (61,9)    | 17,7 (63,9)    | 19,1 (66,4)    | 21,0 (69,8)    | 23,8 (74,8)    | 27,3 (81,1)    | 29,9 (85,8)    | 30,3 (86,5)    | 27,9 (82,2)    | 23,7 (74,7)    | 20,0 (68)      | 17,4 (63,3)    | 23,0 (73,4)    |
| Просек, °C (°F)            | 12,0 (53,6)    | 12,8 (55)      | 14,1 (57,4)    | 15,6 (60,1)    | 18,7 (65,7)    | 22,2 (72)      | 24,8 (76,6)    | 25,4 (77,7)    | 23,1 (73,6)    | 19,0 (66,2)    | 15,4 (59,7)    | 12,9 (55,2)    | 18,0 (64,4)    |
| Средњи минимум, °C (°F)    | 7,3 (45,1)     | 7,9 (46,2)     | 9,0 (48,2)     | 10,4 (50,7)    | 13,4 (56,1)    | 17,1 (62,8)    | 19,7 (67,5)    | 20,5 (68,9)    | 18,2 (64,8)    | 14,3 (57,7)    | 10,8 (51,4)    | 8,4 (47,1)     | 13,0 (55,4)    |
| Количина падавина, mm (in) | 81 (31,9)      | 55 (21,7)      | 49 (19,3)      | 41 (16,1)      | 25 (9,8)       | 12 (4,7)       | 2 (0,8)        | 6 (2,4)        | 16 (6,3)       | 56 (22)        | 95 (37,4)      | 88 (34,6)      | 526 (207,1)    |
| [ тражи се извор ]         |                |                |                |                |                |                |                |                |                |                |                |                |                |

## Становништво
Према процени, у граду је 2008. живело 566.447 становника.

| 1981.   | 1989.   | 1991.   | 2001.   | 2002.   |
| ------- | ------- | ------- | ------- | ------- |
| 503.251 | 522.108 | 534.683 | 524.414 | 524.414 |

Са 560.631 становника у 2006. години, Малага је постала шести град у Шпанији по броју становника. Град са приградским насељима има 1.074.074 становника, и обухвата општине као што су Марбеља, Торемолинос, Беналмадена, Фуенхирола, Михас, итд. и пета је по броју становника у Шпанији.
Око 21,68% становништва је млађи од 20 година, а 14,11% је старије од 65. У 2006. години, Малага је доживела благи пораст становништва за неких 2,09%.
Током шездесетих година, велики број становника Малаге је емигрирало у развијеније европске земље, углавном у Немачку, Швајцарску, Белгију и Француску. Данас, становништво Малаге се све више сели ван града или у приградска насеља, као што су Алаурин де ла Торе, Картама, Ринкон де ла Викторија итд, у којима се последњих година број становника удвостручио.
Од краја 20. века, Малага је такође постала атрактивна за имигранте из других делова Шпаније и других земаља који у њој налазе посао на грађевини, туризму и у нешто мањој мери, у индустрији и трговини.
Број странаца се попео на 29.717 у 2006. години. Највише има Мароканаца (19,25%), Аргентинаца, Доњосахаријанаца. Последњих година, знатно се повећао и број Кинеза.

## Административна подела
Град Малага је подељен на 10 дистрикта:
1. Малага-центар (шп. Málaga-Centro)
2. Малага-исток (шп. Málaga-Este)
3. Сијудад Хардин (шп. Ciudad Jardín)
4. Бајлен-Мирафлорес (шп. Bailén-Miraflores)
5. Палма-Палмиља (шп. Palma-Palmilla)
6. Круз де Умиљадеро (шп. Cruz de Humilladero)
7. Каретера де Кадиз (шп. Carretera de Cádiz)
8. Чуријана (шп. Churriana)
9. Кампаниљас (шп. Campanillas)
10. Пуерто де ла торе (шп. Puerto de la Torre)

Сваки дистрикт је даље подељен на неколико десетина квартова.

## Културноисторијске знаменитости
- Римски театар (шп. Teatro Romano), који датира из 1. века. Откривен је 1951. године при припремању терена за изградњу баште испред Дома културе. Изграђен је у доба Октавијана Августа, и употребљавао се до 3. века. Арапи су га користили као складиште материјала у току изградње Алказабе. Тренутно се налази у фази рестаурације.[7]
- Тврђава Хибралфаро (шп. castillo de Gibralfaro), чији темељи потичу још из доба Феничана, саграђена је у доба арапске доминације у 14. веку.[8]
- Алказаба (шп. Alcazaba), палата-тврђава, потиче из истог раздобља — доба арапске доминације. Највећи део је изграђен до 11. века.[9]
- Катедрала Малаге (шп. Catedral de Málaga), која се такође зове и Катедрала де ла Енкарнасион (шп. Catedral de la Encarnación), започета у доба хришћанског освајања града (1528). Градња је трајала током целог 17. и 18. века и која још увек није завршена, јер јој недостаје јужна кула, због чега је зарадила надимак Манкита (шп. La Manquita), што значи „саката".[10]
- Споменик Хосеу Марији Торихосу (19. век), шпанском либералу пореклом из Малаге који је био погубљен у овом граду заједно са другим либералима, и чији посмртни остаци се налазе испод великог обелиска на тргу Плаза де ла Мерсед.
- Кућа и музеј Пабла Пикаса. Малага је такође позната као родни град чувеног сликара Пабла Пикаса. Музеј посвећен овом уметнику, као и његова кућа, налазе се на тргу Плаза де ла Мерсед. Музеј садржи око 200 Пикасових дела[11].
- Базилика и Краљевско светилиште св. Марије од Викторије, маријански центар посвећен култу девице Марије од Викторије. Потиче из доба Католичких краљева, међутим, грађевина која се данас може посетити датира из 17. века.[12]
- Базилика и Краљевско светилиште св. Марије од Викторије, маријански центар посвећен култу девице Марије од Викторије. Потиче из доба Католичких краљева, међутим, грађевина која се данас може посетити датира из 17. века.[12]

## Празници и прославе
- Свеци заштитници града. Након хришћанског освајања Малаге, проглашени су свецима заштитницима града два мученика која су страдала 305. године на тлу Малаге у римском прогону хришћана, св. Сиријако и св. Паула. Године 1582. проглашени су званично свецима заштитницима и одређен је 18. јуни као дан прославе. Међутим, временом је слављење ова два свеца опало, с обзиром на јак култ девице Марије од Викторије која је такође заштитница Малаге.
- Ходочашће Вирхен де ла Викторија. је ходочашће које се организује од зграде Општине где градоначелник ходочасницима предаје заставу града коју ови носе ка храму заштитнице града где се одржава миса у њену част. Ходочасници иду обучени у традиционалне ношње у стилу фламенко.
- Августовски вашар. Слави се од другог петка у августу до недеље следеће седмице. Овом прославом се обележава улазак Фернанда Католичког у Малагу након освајања од Арапа, 19. августа 1487. године. Ова прослава је карактеристична по томе што се људи облаче у типичне ношње у фламенко стилу, као и Вашару коња на ком се могу видети аутентични примерци андалужанског коња. Славље се одржава на улицама у историјском центру града, где је типично пити алкохолно пиће „фино“ и играти фламенко. Ноћу се славље сели ван града где се дегустирају „тапас“ а у одељцима се слуша како фламенко, тако и модерна музика. Такође се одржавају кориде са биковима.
- Ускршњи празници, који су карактеристични по масовним процесијама које одржавају традицију још од 1487. године, и у којима се износе на улицу фигуре светаца, од којих је обавезна фигура заштитнице града, Вирхен де ла Викторија. Такође учествују многобројне „кофрадије“ (братства или удружења католичких верника који се окупљају око култа Христа, девице Марије или неког другог свеца, или неког момента у Христовом страдању или око неке реликвије).

## Познате личности
- Пабло Пикасо (шп. Pablo Picasso, 1881–1973), сликар
- Антонио Бандерас (шп. Antonio Banderas, 1960), глумац
- Хуан де Гутијерез Падиља (шп. Juan de Gutiérrez Padilla, 1590–1664), композитор
- Естебанез Калдерон (шп. Estébanez Calderón, 1799–1867), писац
- Антонио Кановас дел Кастиљо (шп. Antonio Cánovas del Castillo, 1828–1897), политичар
- Емилио Прадос (шп. Emilio Prados, 1899–1962), писац
- Мануел Алтолагире (шп. Manuel Altolaguirre, 1905–1959), писац

## Партнерски градови
- Тир
- Ел Ајун
- Фаро
- Галвестон
- Мелиља
- Pasienky
- Попајан
- Закатекас
- Дамаск
- Палермо
- Манила
- Мобил
- Miragirasoles
- Пасау